# Річард Вілкінсон
Річард Х. Вілкінсон (англ. Richard H. Wilkinson, 1951) — археолог у галузі єгиптології. Він є почесним професором-регентом, доктором філософії в Університеті Аризони та директором-засновником Єгипетської експедиції Університету Аризони. Він проводив дослідження та розкопки в Єгипті протягом 25 років, переважно в Долині царів, а нещодавно розкопував царський храм Таусрета, цариці Дев'ятнадцятої династії Єгипту, яка правила Єгиптом як фараон.
Вілкінсон обіймав низку професійних посад. Він є редактором-засновником «Журналу давньоєгипетських взаємозв’язків», наукового журналу, присвяченого взаємодії стародавнього Єгипту з іншими стародавніми культурами Близького Сходу та Середземномор’я. Він є автором багатьох наукових статей та книг з єгиптології, його книги перекладені багатьма мовами. Він найбільш відомий своїми дослідженнями єгипетської символіки та роботою в єгипетській археології.

## Публікації
- Читання єгипетського мистецтва: ієрогліфічний посібник з давньоєгипетського живопису та скульптури (1992)
- Символ і магія в єгипетському мистецтві (1994)
- Долина царів-сонців: нові дослідження в гробницях фараонів (1995)
- Повна Долина царів з К. Ніколасом Рівзом (1996)
- Повна книга про храми Стародавнього Єгипту (2000)
- Повна книга про богів і богинь Стародавнього Єгипту (2003)
- Єгиптологія сьогодні (2008)
- Єгипетські скарабеї (2008)
- Храм Таусрета (2011)
- Таусрет: Забута цариця та фараон Єгипту (2012)
- Оксфордський довідник Долини царів з Кентом Р. Віксом (2015)
- Земля фараона і за її межами: давньоєгипетські взаємозв'язки з Пірсом Полом Крісманом (2017)